# Jewgienij Pitowranow
Jewgienij Pietrowicz Pitowranow (ros. Евге́ний Петро́вич Питовра́нов, ur. 7 marca?/20 marca 1915 w Saratowie, zm. 2 grudnia 1999 w Moskwie) – generał porucznik, długoletni funkcjonariusz radzieckiego wywiadu i kontrwywiadu, w latach 1950–1951, zastępca ówczesnego ministra Bezpieczeństwa Państwowego, Wiktora Abakumowa, oraz szef Pierwszego Zarządu Głównego Ministerstwa Bezpieczeństwa Państwowego – wywiadu zagranicznego 1952–1953.

## Życiorys
Od 1938 pracował na różnych stanowiskach, kolejno w organach Ludowego Komisariatu Spraw Wewnętrznych, Ludowego Komisariatu Bezpieczeństwa Państwowego oraz Ministerstwa Bezpieczeństwa Państwowego Związku Radzieckiego. Pierwsze wyższe stanowisko objął 15 czerwca 1946, został wówczas zastępcą szefa II Zarządu Głównego Ministerstwa Bezpieczeństwa Państwowego – MGB ds. kontrwywiadu. 31 grudnia 1950 został zastępcą Wiktora Abakumowa, ówczesnego ministra Bezpieczeństwa Państwowego. W tym samym czasie został także członkiem kolegium MGB. 27 października 1951 został aresztowany, a 7 grudnia został aresztowany także jego szef, minister Abakumow.
Zwolniony z aresztu w listopadzie 1952, w listopadzie 1951 został członkiem Komisji Komitetu Centralnego Komunistycznej Partii Związku Radzieckiego (KC KPZR) ds. organizacji Głównego Zarządu Wywiadu Ministerstwa Bezpieczeństwa Państwowego. Następnie 5 stycznia 1953 stanął na czele I Zarządu Głównego MGB ds. wywiadu. 17 marca 1953 mianowany zastępcą szefa II Zarządu Głównego Ministerstwa Spraw Wewnętrznych ds. kontrwywiadu. 16 lipca (lub kwietnia) 1953 został przedstawicielem Ministerstwa Spraw Wewnętrznych w Niemieckiej Republice Demokratycznej, a od 10 maja 1954, zastępcą wysokiego komisarza Związku Radzieckiego w Niemczech (1954-1955). Od grudnia 1955 starszy doradca KGB przy Ministerstwie Bezpieczeństwa Państwowego NRD (MfS – Stasi). Następnie jednocześnie od 15 marca 1957 do 16 września 1959 członek Kolegium KGB. Od marca 1960 przedstawiciel KGB w Chinach, od lutego 1961 do dyspozycji Zarządu Kadr KGB. 27 lutego 1962 został komendantem Wyższej Szkoły KGB im. Feliksa Dzierżyńskiego. 1 lutego 1966 został przeniesiony do rezerwy. 
Następnie został zatrudniony w Izbie Handlowo-Przemysłowej ZSRR (Торгово-промышленная палата СССР) (1966-1988), w której pełniąc szereg funkcji – zastępcy przewodniczącego (1966-1971), I z-cy przew. (1971-1983) i przew. (1983-1987), przeistoczył ją w głęboko zakonspirowaną strukturą wywiadowczą alternatywną do istniejących ówcześnie radzieckich agencji wywiadowczych. Istnieje jednak potwierdzona wersja, że Pitowranow KGB nigdy nie zostawił, a jego przejście do IP-H ZSRR było przykrywką dla stworzenia nowej siatki agentów.
Od 1 stycznia 1988 na emeryturze na której pełnił funkcje – gł. doradcy przew. IH-P ZSRR (1988–1991) oraz konsultanta włosko-rosyjskiej izby handlowej w Moskwie (Итало-Российская Торговая Палата, Camera di commercio Italo-Russa).
Zmarł w 1999 w wieku 84 lat. Pochowany na Cmentarzu Trojekurowskim w Moskwie.

## Odznaczenia
- Order Lenina (25 kwietnia 1979)
- Order Rewolucji Październikowej (13 czerwca 1975)
- Order Czerwonego Sztandaru (dwukrotnie – 1943 i 1954)
- Order Wojny Ojczyźnianej I klasy (dwukrotnie – 31 sierpnia 1946 i 29 października 1948)
- Order Czerwonego Sztandaru Pracy (dwukrotnie – 28 listopada 1941 i 22 września 1971)
- Order Czerwonej Gwiazdy (czterokrotnie – 20 września 1943, 23 stycznia 1946, 24 sierpnia 1949 i 5 listopada 1954)
- Order Przyjaźni Narodów (20 marca 1985)
- Order „Znak Honoru” (3 czerwca 1942)
- Medal „Za obronę Moskwy”